# Kanala (Citno)
Kanala è un insediamento balneare nell'isola di Citno nelle Cicladi, Grecia. Secondo i dati del censimento del 2011, la sua popolazione è di 24 abitanti.

## Geografia fisica
Kanala si trova sul lato sud-orientale dell'isola, a 12 chilometri dal porto di Merichas, a 10 km da Chora e a 5 km da Dryopida. È situato sul promontorio tra le spiagge Antonides, Ammoudaki e Megali Ammos. Nella cittadina troviamo l'unica pineta dell'isola. Il suo nome è dovuto alla chiesa di Panagia Kanala. L'abitato viene registrato per la prima volta come insediamento nel censimento del 1961 con 6 abitanti. Amministrativamente ha appartenuto alla comunità di Dryopida fino al 1997, quando è entrato a fare parte del comune di Citno.

## Monumenti e luoghi d'interesse
Panagia Kanala
La chiesa di Panagia Kanala fu costruita nel 1869 sul sito di una cappella più antica. È luogo di pellegrinaggio religioso, in quanto vi è custodita l'icona omonima che è venerata dalla Chiesa ortodossa come icona miracolosa. Secondo la tradizione fu ritrovata da alcuni pescatori locali nello stretto tra Citno e Serifo. La pittura è attribuita al cretese Emmanuel Skordilis. Ogni 15 agosto nel paese hanno luogo celebrazioni che includono processioni dell'icona e rappresentazioni del suo ritrovamento. Anche l'8 settembre si tiene un'importante ricorrenza religiosa con liturgie e feste.

## Galleria d'immagini

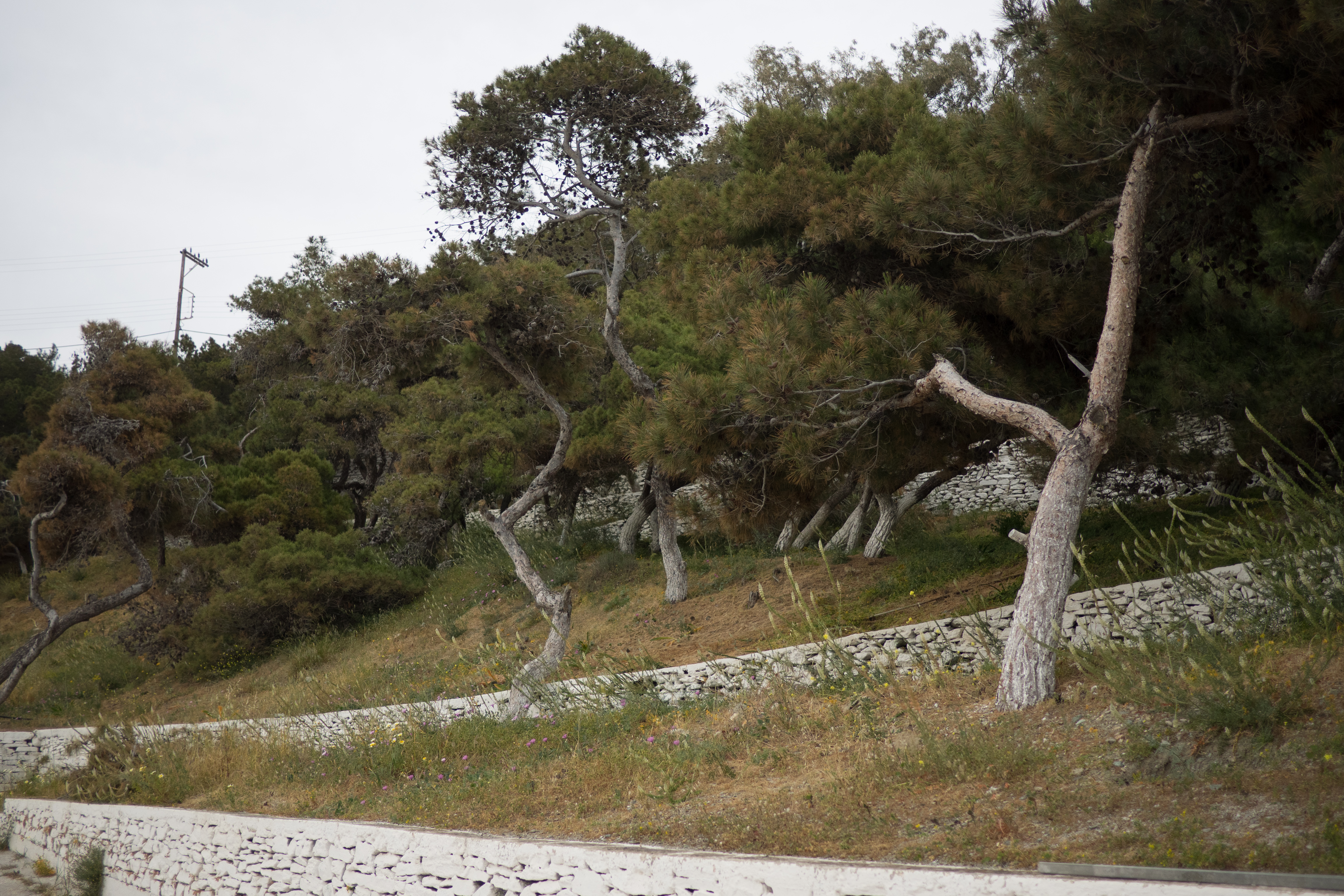
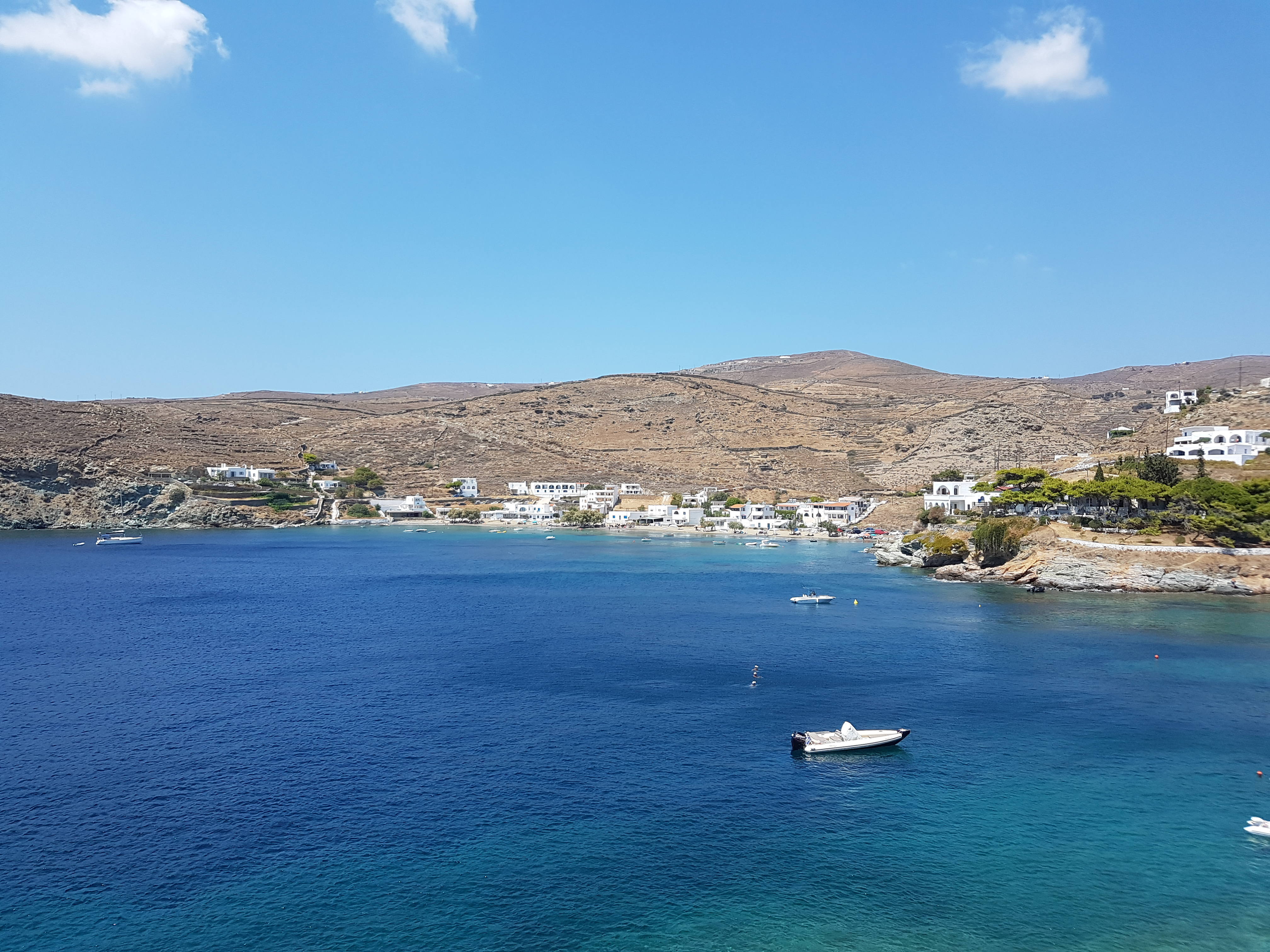
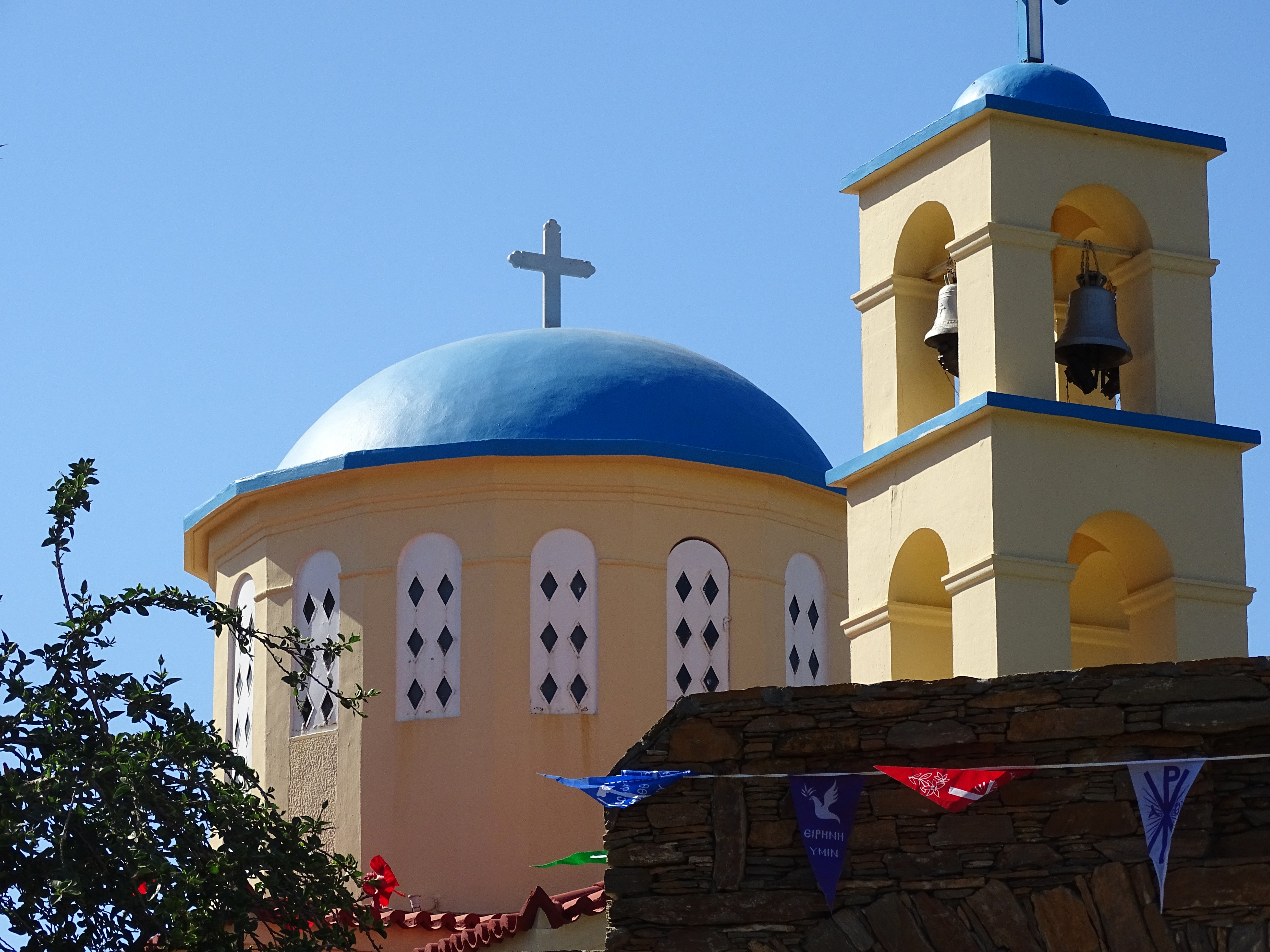
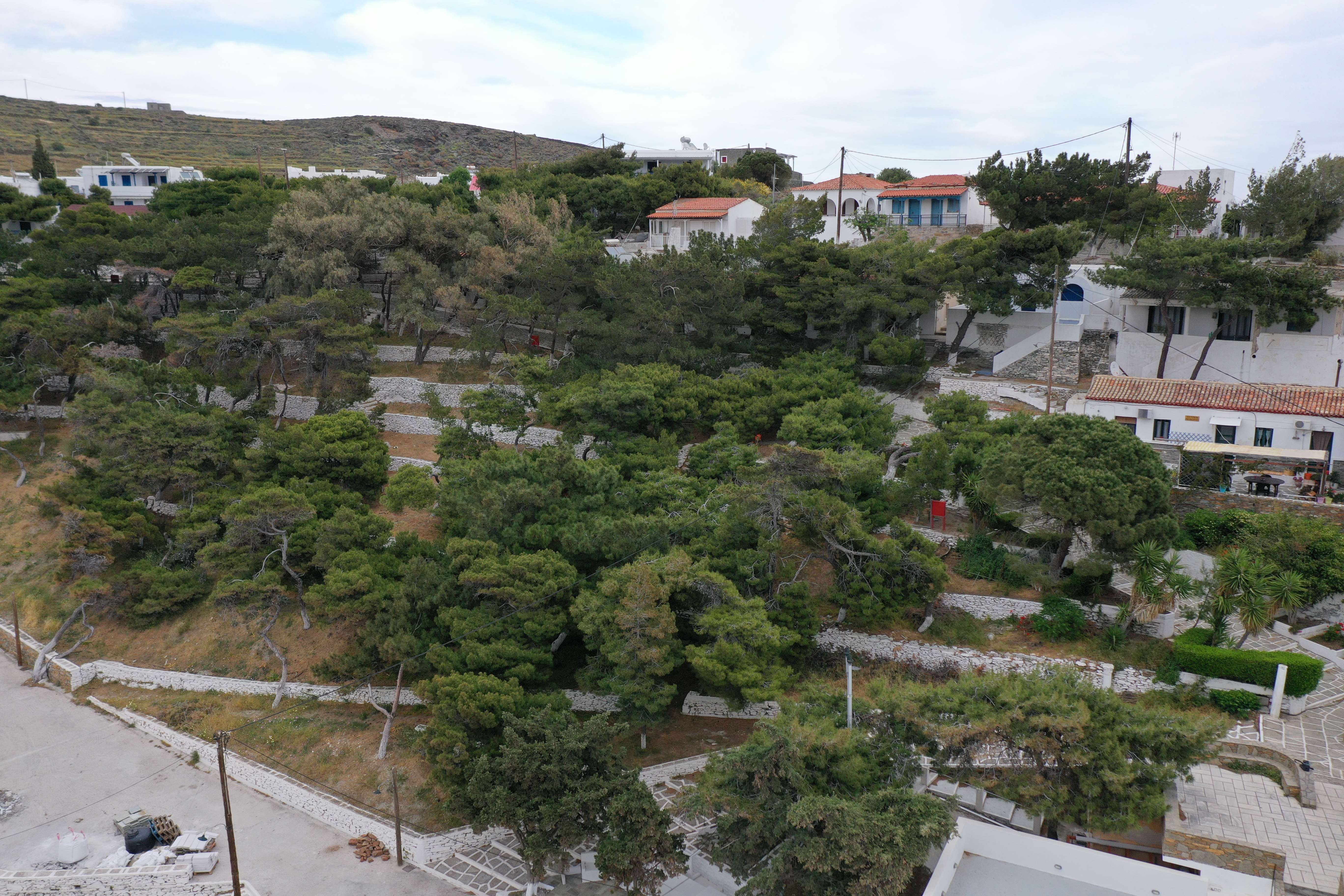